# 屈尺灰藓
屈尺灰藓（学名：Hypnum kushakuense）为灰藓科灰藓属下的一个种。

## 扩展阅读
- 維基物種上的相關：屈尺灰藓